# Peloribates yoshii
Peloribates yoshii är en kvalsterart som först beskrevs av Sandór Mahunka 1988.  Peloribates yoshii ingår i släktet Peloribates och familjen Haplozetidae. Inga underarter finns listade i Catalogue of Life.